# Ziegelgraben (Main)
Der Ziegelgraben, auch Ziegelhüttengraben genannt, ist ein gut eineinhalb Kilometer langer Bach in Unterfranken auf dem Gebiet der Stadt Würzburg und des umgebenden Landkreises, der aus östlicher Richtung kommend von rechts bei Veitshöchheim in den Main mündet.

## Verlauf
Der Ziegelgraben entspringt auf den Wern-Lauer-Platten im Naturraum 135.1 Gramschatzer Wald südlich von Veitshöchheim auf einer Höhe von etwa 256 m ü. NN in der Flur Schenkenfeld auf dem Gelände eines Standortübungsplatzes der US Army nördlich des Flugplatzes Würzburg-Schenkenturm und direkt südlich der Gemarkungsgrenze zu Veitshöchheim  noch auf dem Gelände der Gemarkung des Würzburger Stadtteils Unterdürrbach.
Er läuft zunächst entlang der Gemarkungsgrenze westsüdwestwärts durch Waldgelände südlich am Geisbergbad vorbei, passiert dann die Grenze nach Veitshöchheim, verschwindet gleich danach bei der Staufenbergstraße verdolt in den Untergrund, taucht erst wieder westlich der Maintalbrücke Veitshöchheim der Schnellfahrstrecke Hannover–Würzburg an der Oberfläche auf und mündet schließlich im Naturraum 133.02 Maintal bei Veitshöchheim   auf einer Höhe von 168,5 m ü. NN am Südrand von Veitshöchheim etwa dreißig Meter nördlich der Gemarkungsgrenze zu Würzburg von rechts in den aus dem Süden heranfließenden Main.

## Abgrenzung
Nur wenige Kilometer nordöstlich, gibt es im Ortsteil Ziegelhütte in Oberdürrbach einen weiteren Ziegelhüttengraben, der von links in den Dürrbach entwässert.